# 笠置町
笠置町（かさぎちょう）は、京都府の南部に位置する町。1934年（昭和9年）に町制を施行した。相楽郡に属す。京都府で唯一の人口1000人以下の自治体であり、また西日本で唯一の1000人に満たない町である。

## 概要

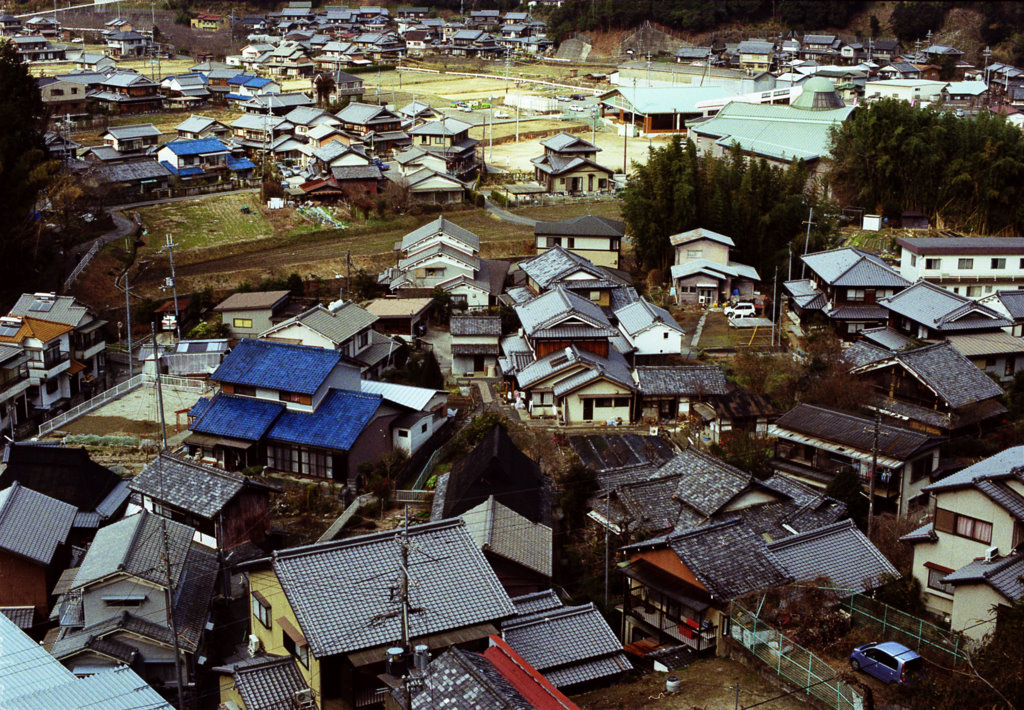
笠置町中心部（2008年）

推計人口は2025年6月1日現在、931人となっており、京都府の自治体では最も少ない。
「わかさぎのはばたくまち 美しい自然と史跡に恵まれた心ふれあう町」を町の標語に掲げている。

## 地理

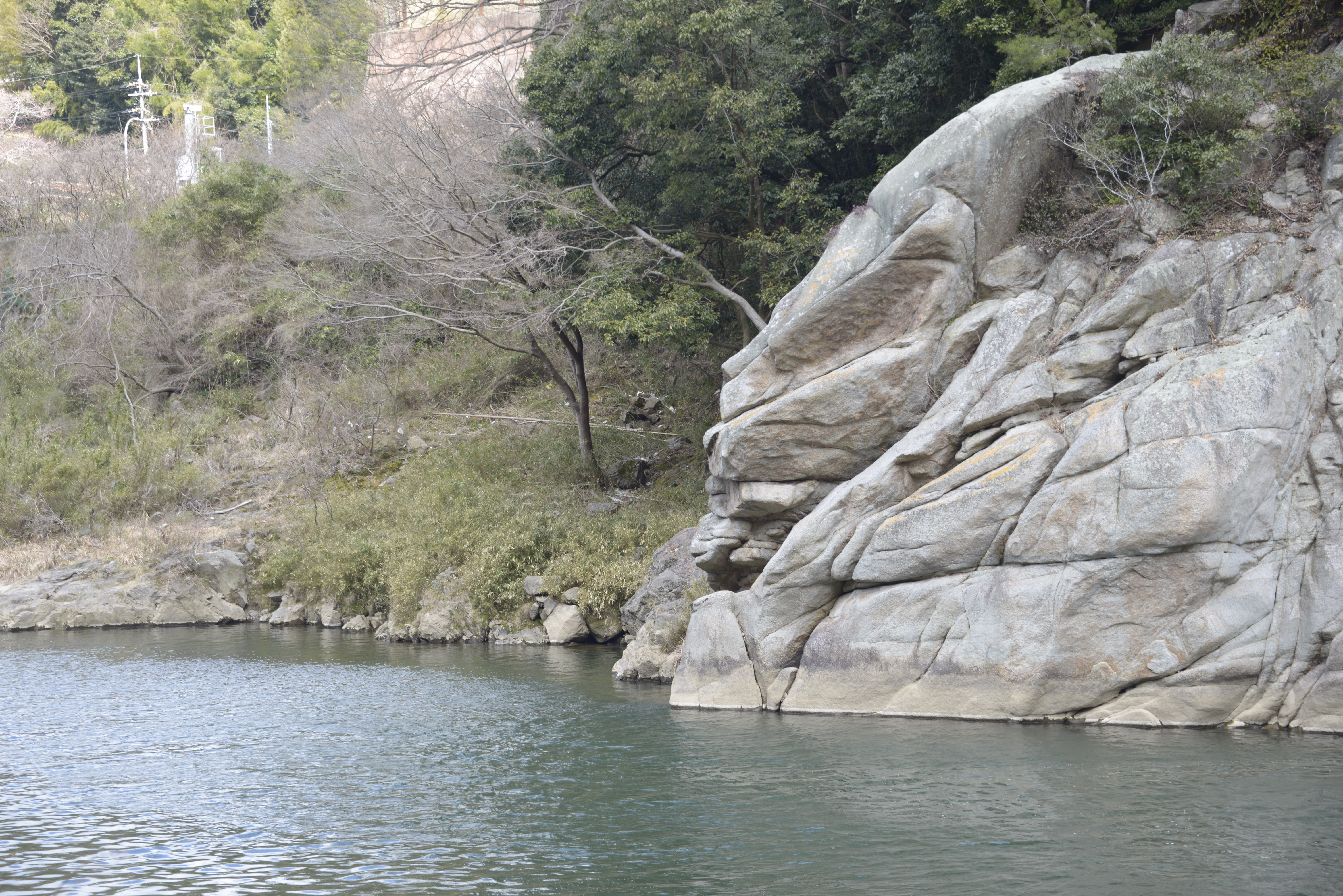
笠置町獅子岩

### 位置
東は南山城村、西は木津川市、北は和束町、南は奈良市に接する。全面積の8割を山林が占め、町の中央を木津川が流れ、南側から布目川、打滝川が注ぎ、北からは横川、沿岸に耕地が開ける。また、木津川市加茂地区東部に飛び地が点在する。

### 地形

#### 山地
主な山
- 笠置山

#### 河川
主な川
- 白砂川
- 木津川
- 布目川
- 打滝川
- 横川

### 人口
平成22年国勢調査より前回調査からの人口増減を見ると13.33%減の1,626人であり、増減率は府下26市町村、36行政区域中ともに最下位である。2014年には、出生数0人を記録するなど過疎化が進行している。
日本の町の中では、山梨県南巨摩郡早川町に次いで2番目に人口が少ない(福島第一原子力発電所事故の影響を受けた町を除く)。また2025年現在人口が1000人を切っている町はこの2町のみである。
2019年2月には、京都府内の自治体で初めて高齢化率が50％を超える「限界自治体」となった。
| |                                        |  |
| 笠置町と全国の年齢別人口分布（2005年） | 笠置町の年齢・男女別人口分布（2005年） |  |
| ■紫色 ― 笠置町 ■緑色 ― 日本全国 | ■青色 ― 男性 ■赤色 ― 女性              |  |
| 笠置町（に相当する地域）の人口の推移 \| 1970年（昭和45年） \| 2,721人 \| \| \| 1975年（昭和50年） \| 2,631人 \| \| \| 1980年（昭和55年） \| 2,506人 \| \| \| 1985年（昭和60年） \| 2,429人 \| \| \| 1990年（平成2年） \| 2,311人 \| \| \| 1995年（平成7年） \| 2,223人 \| \| \| 2000年（平成12年） \| 2,056人 \| \| \| 2005年（平成17年） \| 1,876人 \| \| \| 2010年（平成22年） \| 1,626人 \| \| \| 2015年（平成27年） \| 1,368人 \| \| \| 2020年（令和2年） \| 1,144人 \| \| |                                        |  |
| 総務省統計局 国勢調査より |                                        |  |
| 1970年（昭和45年） | 2,721人                                |  |
| 1975年（昭和50年） | 2,631人                                |  |
| 1980年（昭和55年） | 2,506人                                |  |
| 1985年（昭和60年） | 2,429人                                |  |
| 1990年（平成2年） | 2,311人                                |  |
| 1995年（平成7年） | 2,223人                                |  |
| 2000年（平成12年） | 2,056人                                |  |
| 2005年（平成17年） | 1,876人                                |  |
| 2010年（平成22年） | 1,626人                                |  |
| 2015年（平成27年） | 1,368人                                |  |
| 2020年（令和2年） | 1,144人                                |  |

### 隣接自治体
京都府
- 木津川市
- 相楽郡南山城村 - 笠置町とともに三重県伊賀市と伊賀・山城南定住自立圏形成協定を結んでいる。
- 相楽郡和束町

奈良県
- 奈良市

## 歴史

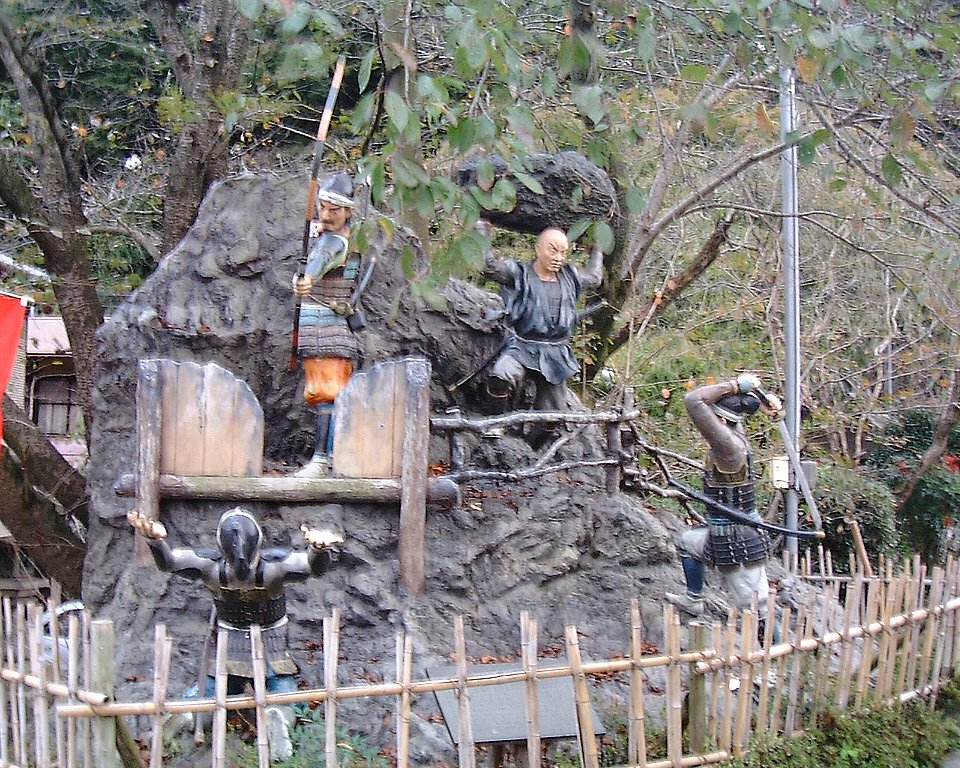
笠置山の戦い（元弘の乱）を再現した人形

### 古代
- 笠置町一帯は奈良の東大寺の造営に際し、木材を切り出して木津川の水運を使って運んだ[4]事など古くから水運の要衝として発達していた。

### 中世
- 笠置寺は東大寺の造営に当たった良弁とその弟子実忠が来山したと伝えられる古刹で、南北朝の動乱時の元弘の乱（1331年）には後醍醐天皇の行在所となり、兵火にあって大半の建物が焼失した[4]。

### 近世
- 現在の笠置町の領域には、江戸時代は木津川の北岸に津藩領の北笠置村、切山村、上有市村と下有市村、南岸に南笠置村（津藩領）と柳生藩領の飛鳥路村が存在した。

### 近代
- 1871年（明治4年）の廃藩置県で、旧藤堂藩の南笠置村、北笠置村、切山村、下有市村、上有市村は津県、旧柳生藩の飛鳥路村は柳生県となった（同年11月には以上6ヶ村が京都府管下となる）[1]。
- 1876年（明治9年）に上有市村と下有市村が合併し有市村に、北笠置村と南笠置村が合併し笠置村になった[5]。

### 沿革
明治
- 1889年（明治22年）4月1日 - 相楽郡笠置村・切山村・有市村・飛鳥路村が合併し、笠置村が誕生。

昭和
- 1934年（昭和9年）1月1日 - 町制施行。
- 1959年（昭和34年）12月1日 - 準用財政再建団体になる。

平成
- 2009年（平成21年）8月12日 - 全町民の定額給付金のデータの入力されたパソコンの紛失が判明。盗難の可能性もある[6]。
- 2014年（平成26年） - この年、町内の出生数がゼロとなった[7]。

## 行政

### 町長
- 町長 - 山本篤志（やまもとあつし）（2024年4月1日 - ）

## 政治

### 町議会
- 笠置町議会　定数：8人[8]

### 衆議院
- 任期：2024年（令和6年）10月27日 - 2028年（令和10年）10月26日（「第50回衆議院議員総選挙」参照）

| 選挙区                                                                             | 議員名   | 党派名     | 当選回数 | 備考   |
| ---------------------------------------------------------------------------------- | -------- | ---------- | -------- | ------ |
| 京都府第6区（宇治市、城陽市、八幡市、京田辺市、 木津川市、久世郡、綴喜郡、相楽郡） | 山井和則 | 立憲民主党 | 8        | 選挙区 |

## 施設

### 警察
- 木津警察署笠置駐在所（相楽郡笠置町笠置和田前）

### 消防
- 相楽中部消防署東部出張所（相楽郡笠置町大字有市小字西狭間19番地）

### 郵便局
主な郵便局
- 笠置郵便局

郵便番号
- 619-1303。

### 文化施設
- 笠置産業振興会館
- 笠置町中央公民館
- 笠置キャンプ場

### 運動施設
- 笠置球場
- 笠置町民グラウンド
- 笠置ゴルフ倶楽部

## 情報・通信

### マスメディア

#### 放送局
- 笠置ケーブルテレビ（ケーブルテレビ）

## 生活基盤

### ライフライン

#### 電信
市外局番
市外局番は、0743（市内局番は20～99）となっている。奈良市の大部分を占める市外局番0742のエリアへの通話は市外局番からダイヤルが必要だが、市内料金である。また、生駒市、天理市、大和郡山市など、南山城村を除く市外局番0743エリアへの通話は、隣接していないが市外局番を省略かつ市内料金にて通話可能である。
- 0743（20～99）エリア（奈良第2MA）
  - 四條畷市（一部）、笠置町、南山城村、生駒市、天理市、奈良市（一部）、大和郡山市、安堵町、川西町（一部）、宇陀市（一部）、山添村

## 教育
教育委員会は町独自ではなく、相楽郡内の和束町、南山城村とともに設置した相楽東部広域連合教育委員会。

### 中学校
公立
- 笠置中学校（所在地は南山城村）

### 小学校
公立
- 笠置小学校

## 交通

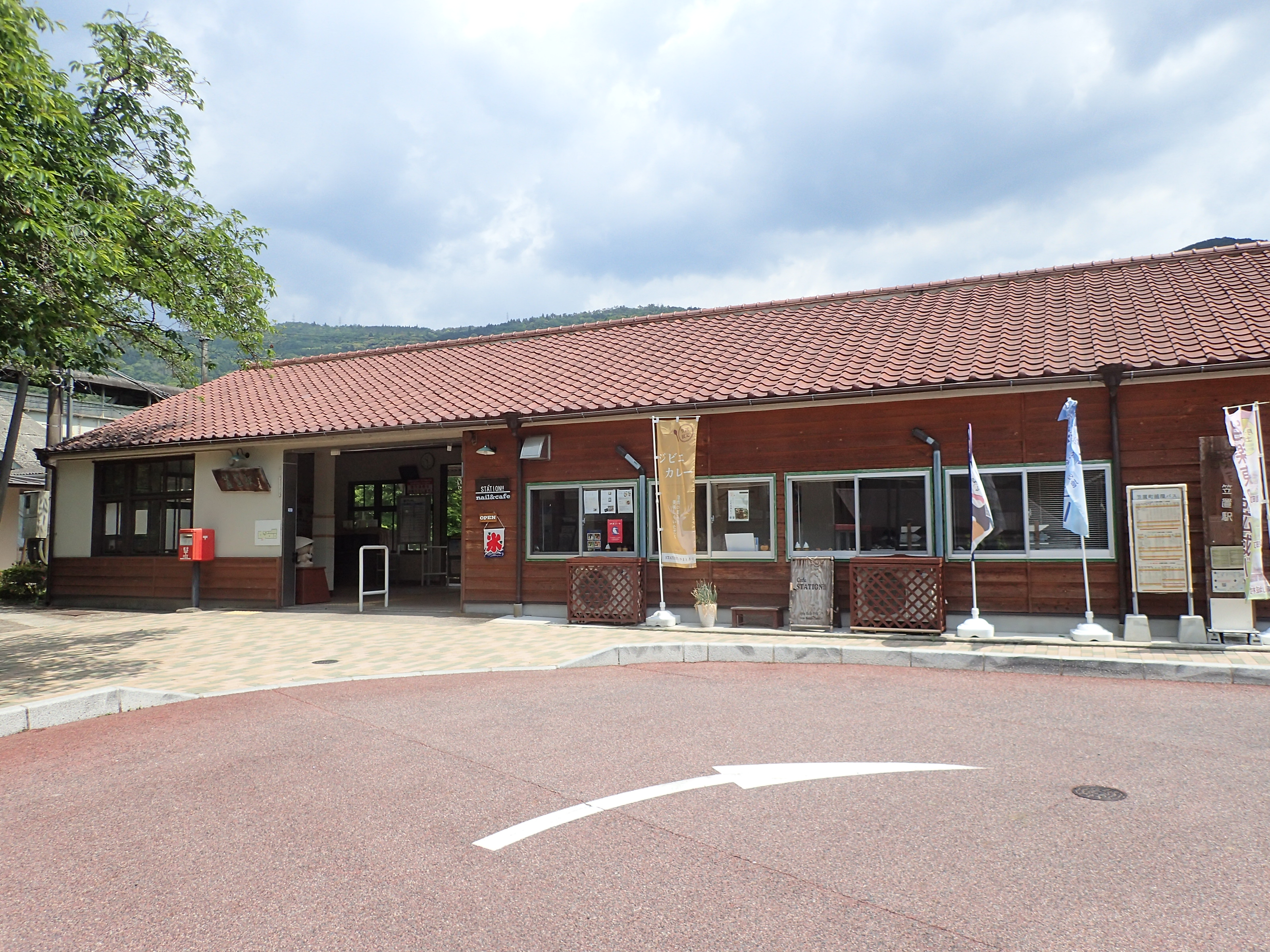
笠置駅

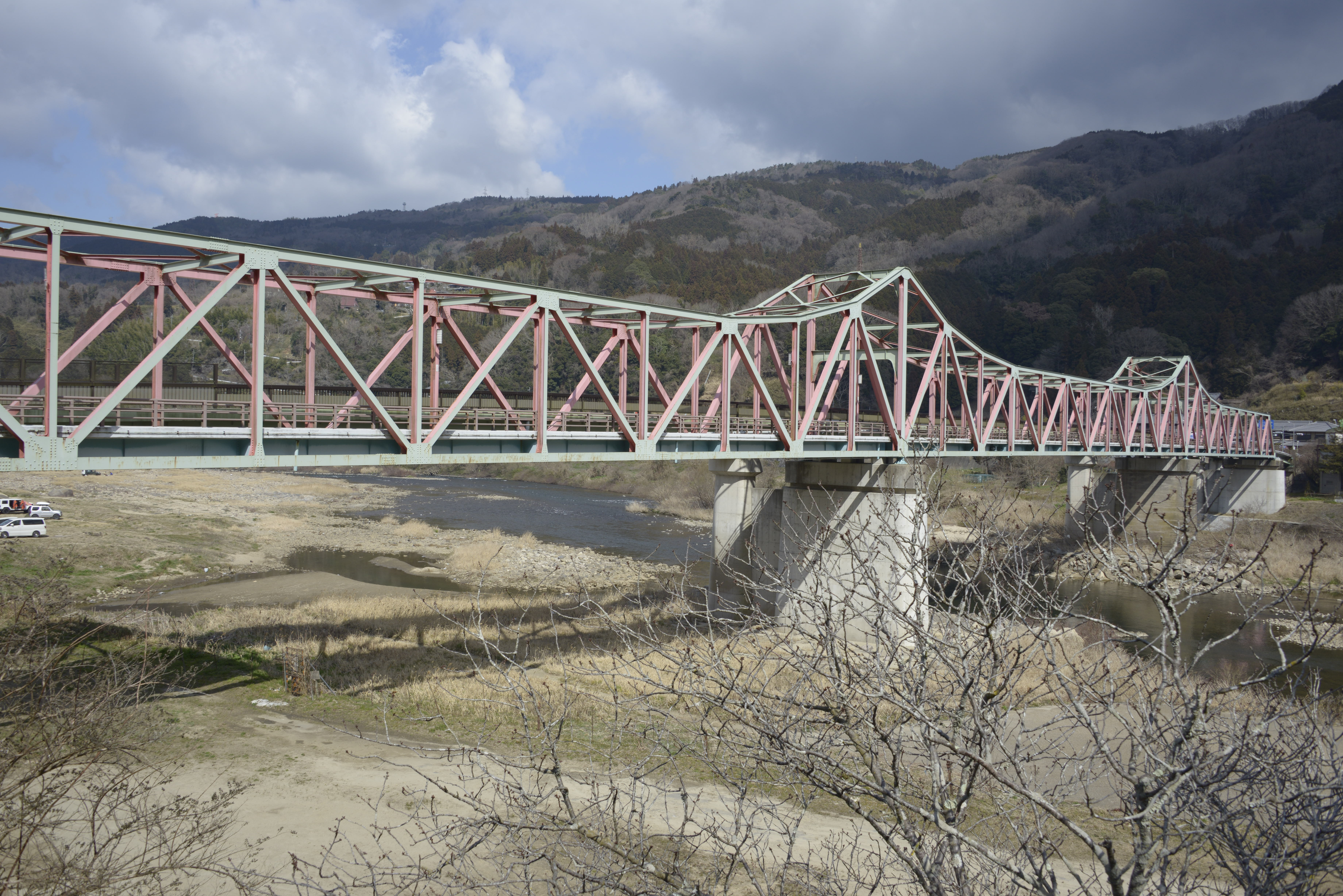
笠置大橋

### 鉄道
西日本旅客鉄道（JR西日本）
- 関西本線：笠置駅

なお、当町は鉄道駅のある「町」の中では、（福島県浜通りの原発関連市町村を除いて）最も人口が少ない。

### 路線バス
- 相楽東部広域バス - 関西本線サポートバスとして関西本線加茂 - 月ケ瀬口間に並行したルートを通り、木津川市・笠置町・南山城村を結ぶ。各駅の駅前以外にも停留所が設置されている。
  - 加茂駅（西口） - 笠置駅 - 笠置町役場前 - 有市 - 大河原駅 - 月ヶ瀬ニュータウンガス店 - 月ケ瀬口駅

町内にこれ以外の一般路線バスはない。町では町中心部から切山・有市・飛鳥路などの各集落に町営循環バスを運行しているが、利用は住民に限られる。

### 道路

#### 国道
- 国道163号

#### 府県道
主要地方道
- 京都府道・奈良県道4号笠置山添線
  - 笠置大橋
- 奈良県道・京都府道33号奈良笠置線

一般府道
- 京都府道325号笠置公園線

## 観光

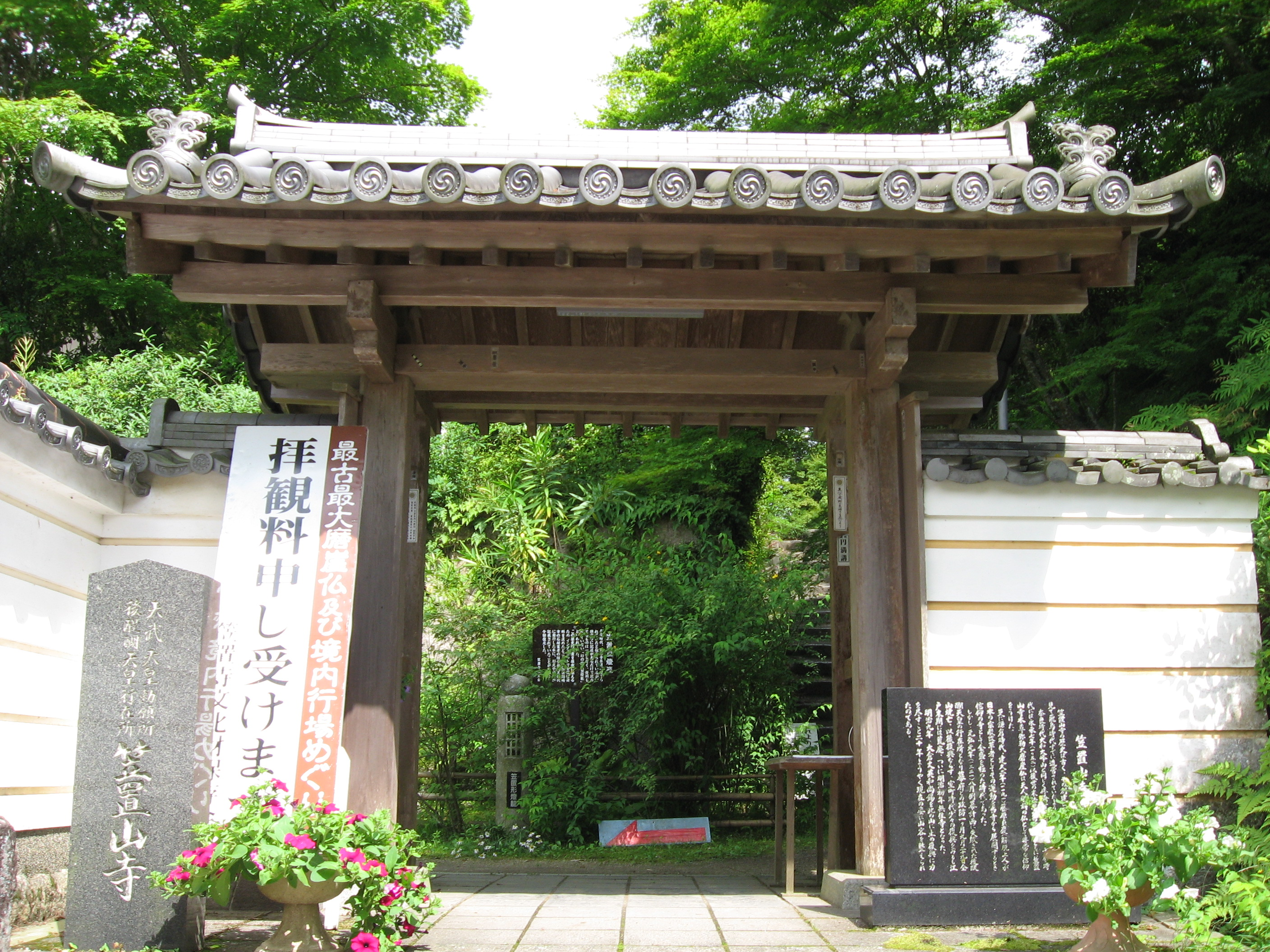
笠置寺

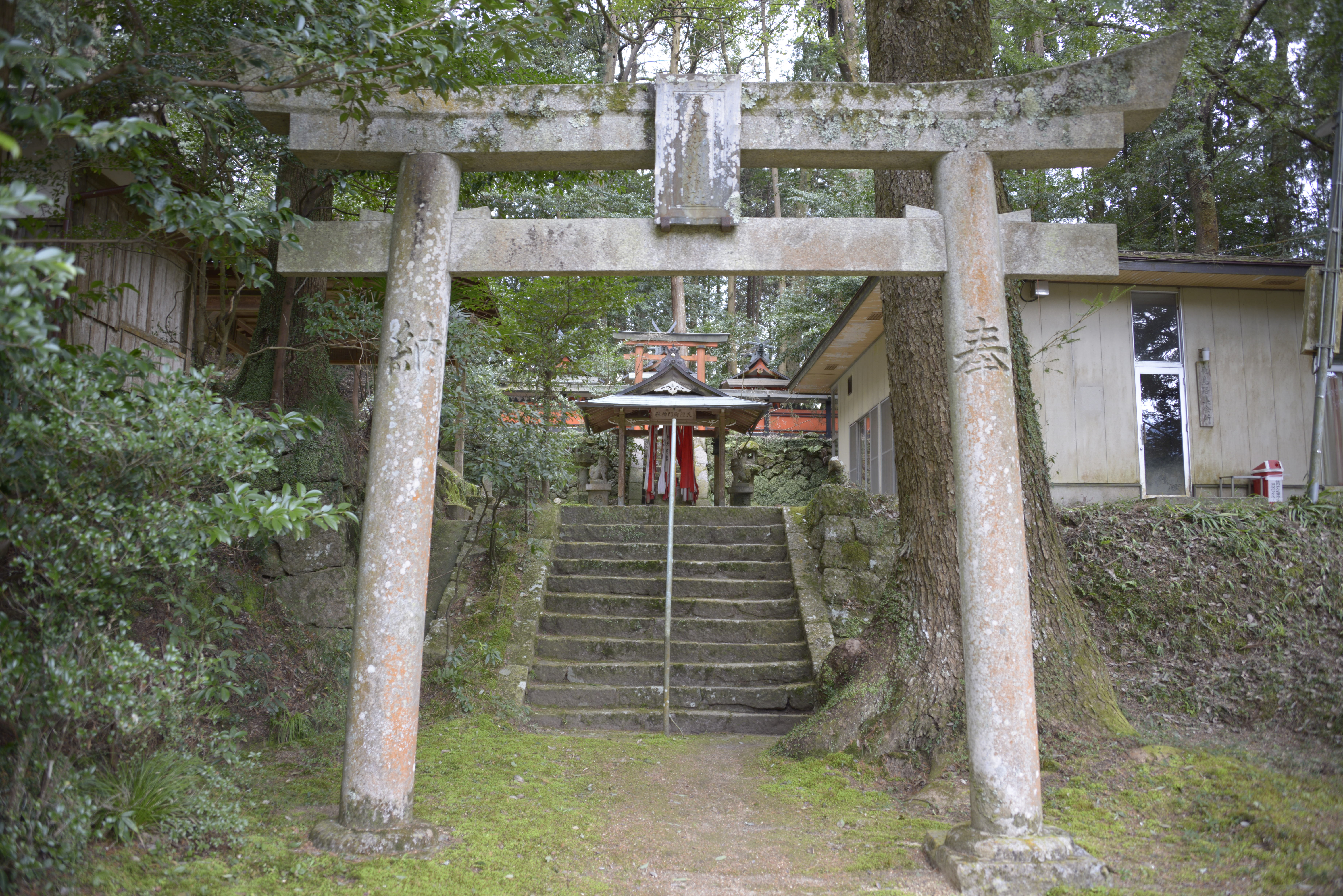
天照御門神社

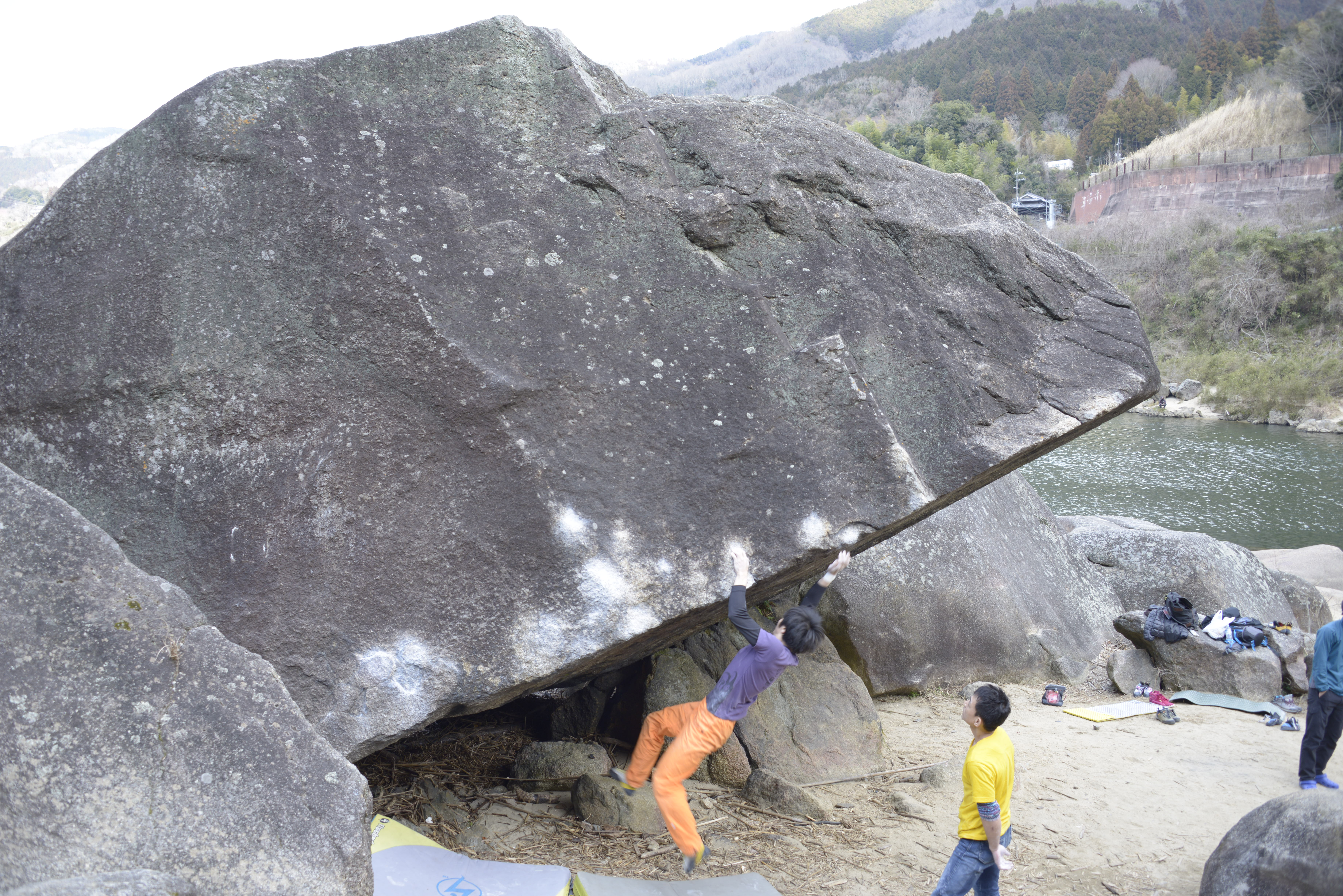
木津川のボルダリング風景

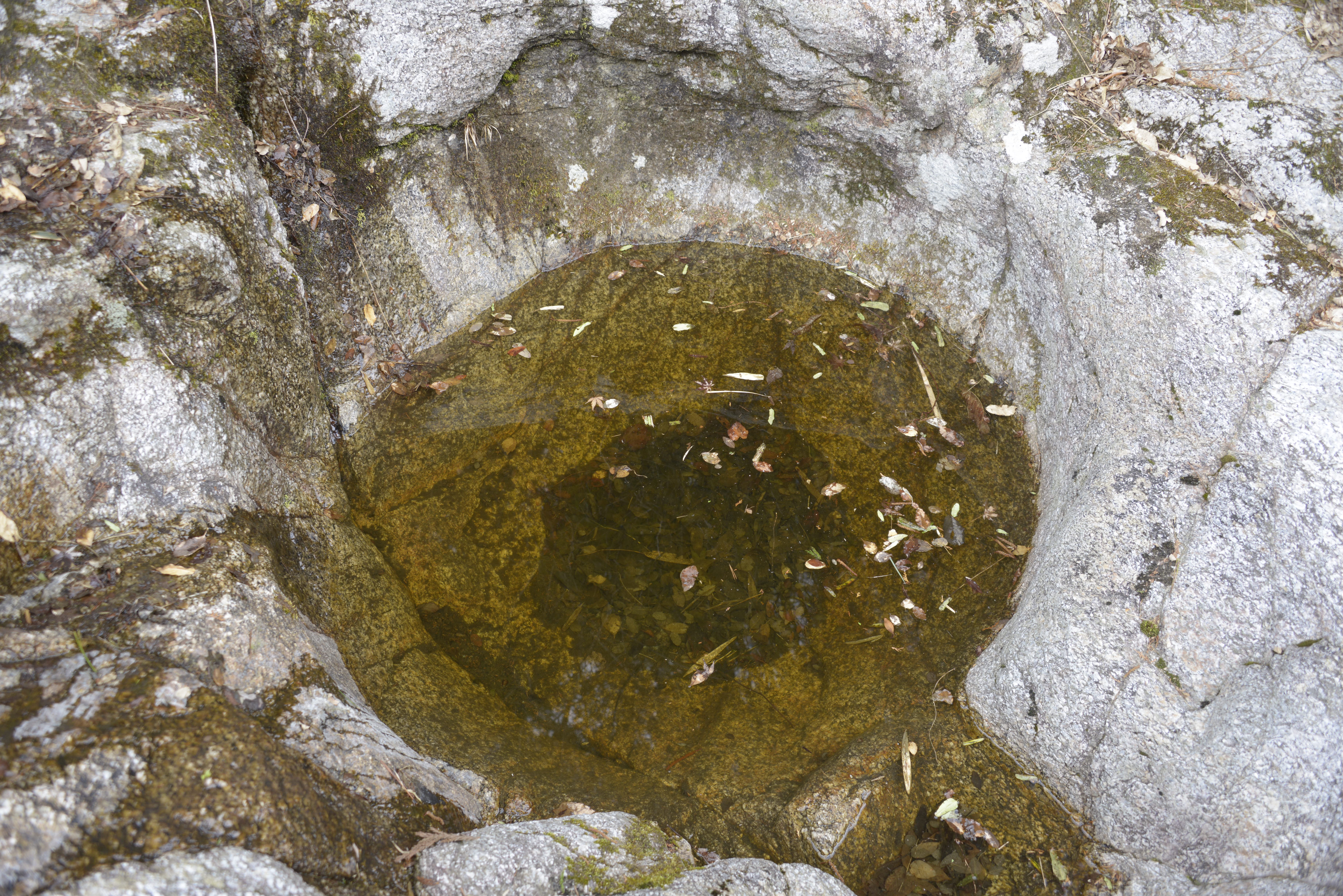
布目川甌穴

### 名所・旧跡
主な城郭
- 笠置城

主な寺院
- 笠置寺
  - 笠置寺解脱の鐘
  - 笠置寺十三重石塔 - 相輪頂部の宝珠形を欠失する花崗岩製、高さ479cmの十三重石塔。薬師、釈迦、弥陀、弥勒の顕教四仏を半肉彫りする。笠置寺中興解脱房貞慶の母の供養塔を伝えられる[10]。寺伝によれば、もと木造であったが、元弘の乱で焼失し、乱による戦死者の霊を供養するために石造となる[11]
  - 弥勒磨崖仏 - 元弘の変で焼失し、現在は舟形光背の輪郭が残る。この磨崖仏を写したものが、大野寺（奈良県室生村）と加茂町当尾の線刻弥勒磨崖仏である。
- 虚空蔵石 - 線刻虚空蔵菩薩坐像の磨崖仏
- 長山寺
- 東明寺
- 法明寺

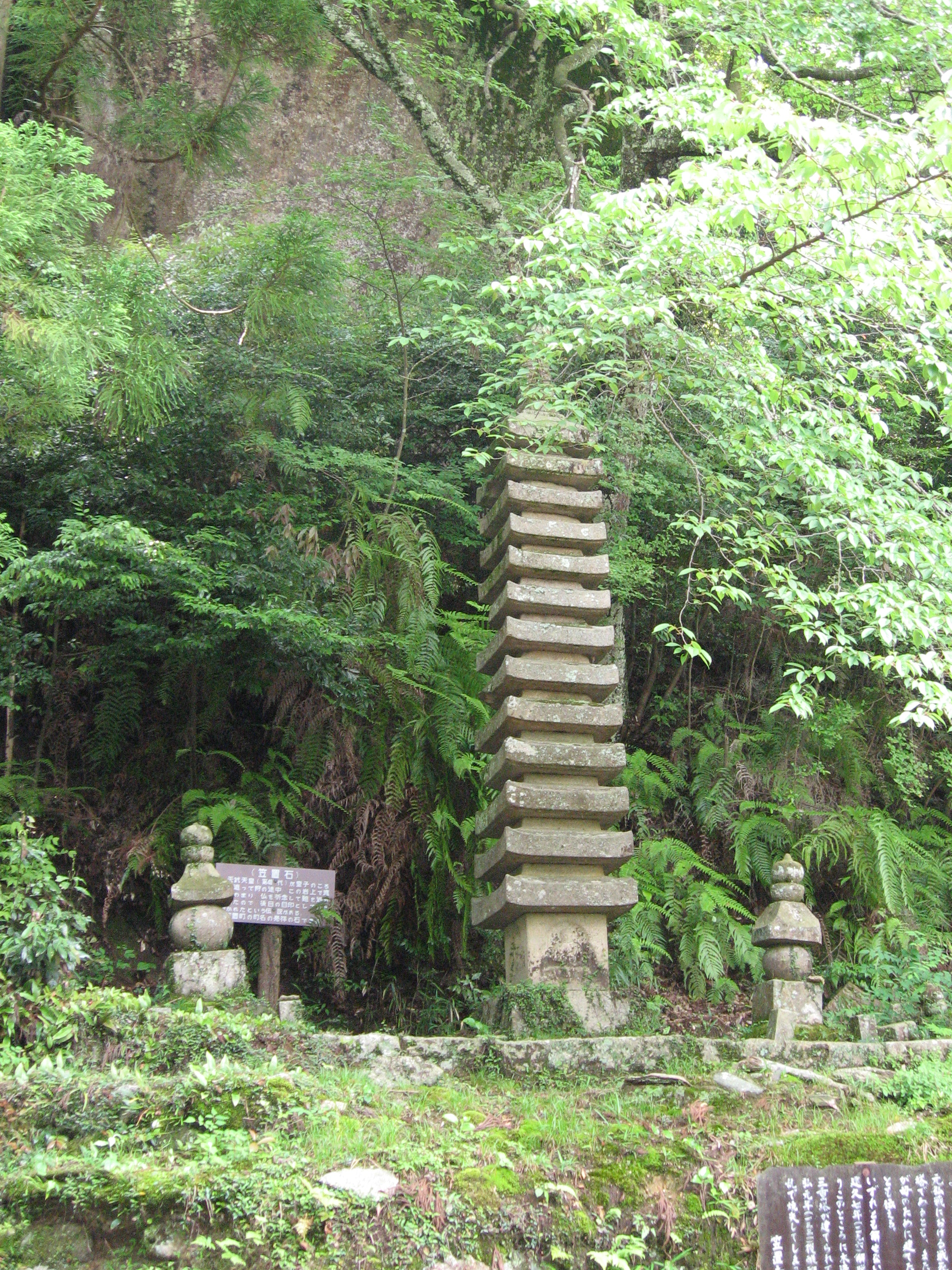
笠置寺十三重石塔
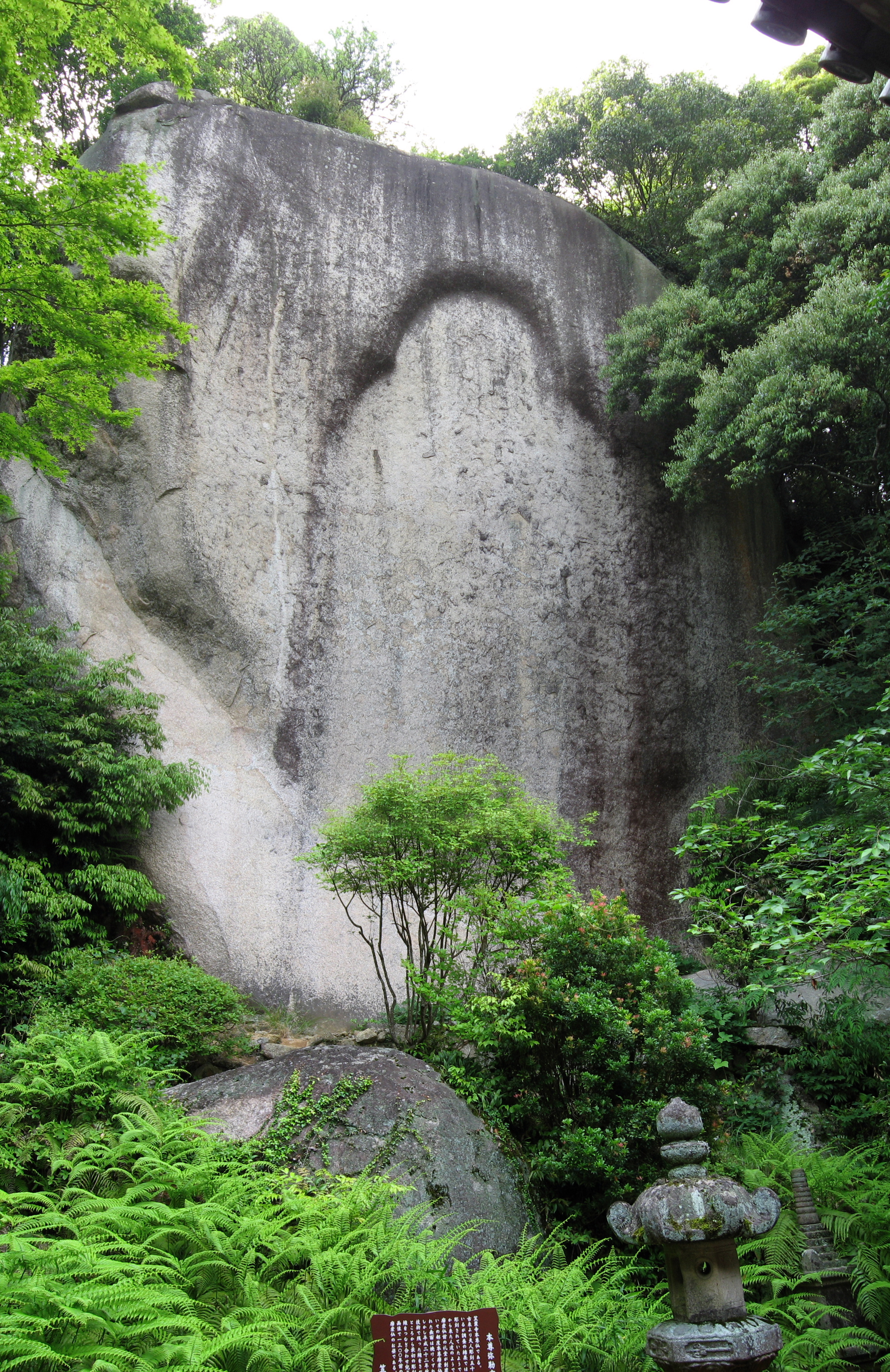
弥勒磨崖仏

主な神社
- 天照御門神社 - 旧飛鳥路村の産土神で、日本三代実録に国史見在社としての記載がある[12]。
- 国津神社
- 栗栖天満宮 - 10月16日の秋祭には流鏑馬が行われる。同社の左右二座から稚児が出て、馬で神社に渡御した後、馬場で各座交互に流鏑馬が行われる[13]。

主な史跡
- 後醍醐天皇行宮遺跡

### 観光スポット
- わかさぎ公園 - 桜の名所
- 松本亭

自然・レジャー
- 府立笠置山自然公園 - 1932年（昭和7年）笠置山とその山麓の木津川一帯が史跡名勝地として国から指定され、史跡探勝の観光地となる[14]。
- 木津川 - 週末には、笠置橋下西の木津川河川敷で、水遊びのレジャーや自然石でのボルダリングに訪れる観光客で賑わう。木津川沿いの国道163号でアクセスできる。
  - 笠置河原キャンプ場
  - 笠置ボルダー
  - 笠置獅子岩
- 布目川の甌穴群

温泉
- 笠置温泉（2019年以降施設なし）

廃墟
- 笠置観光ホテル跡

## 文化・名物

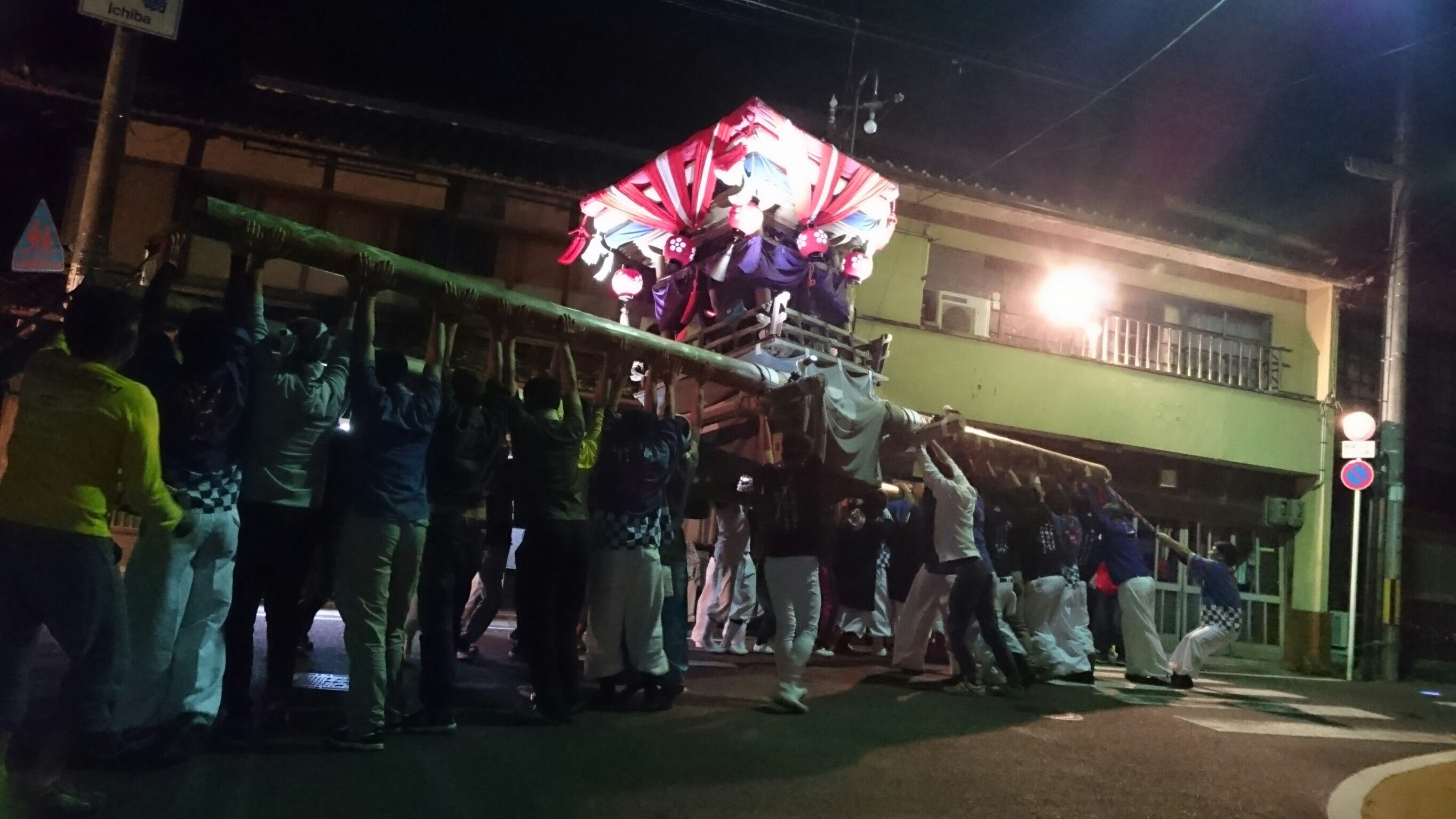
南部区御神輿巡行

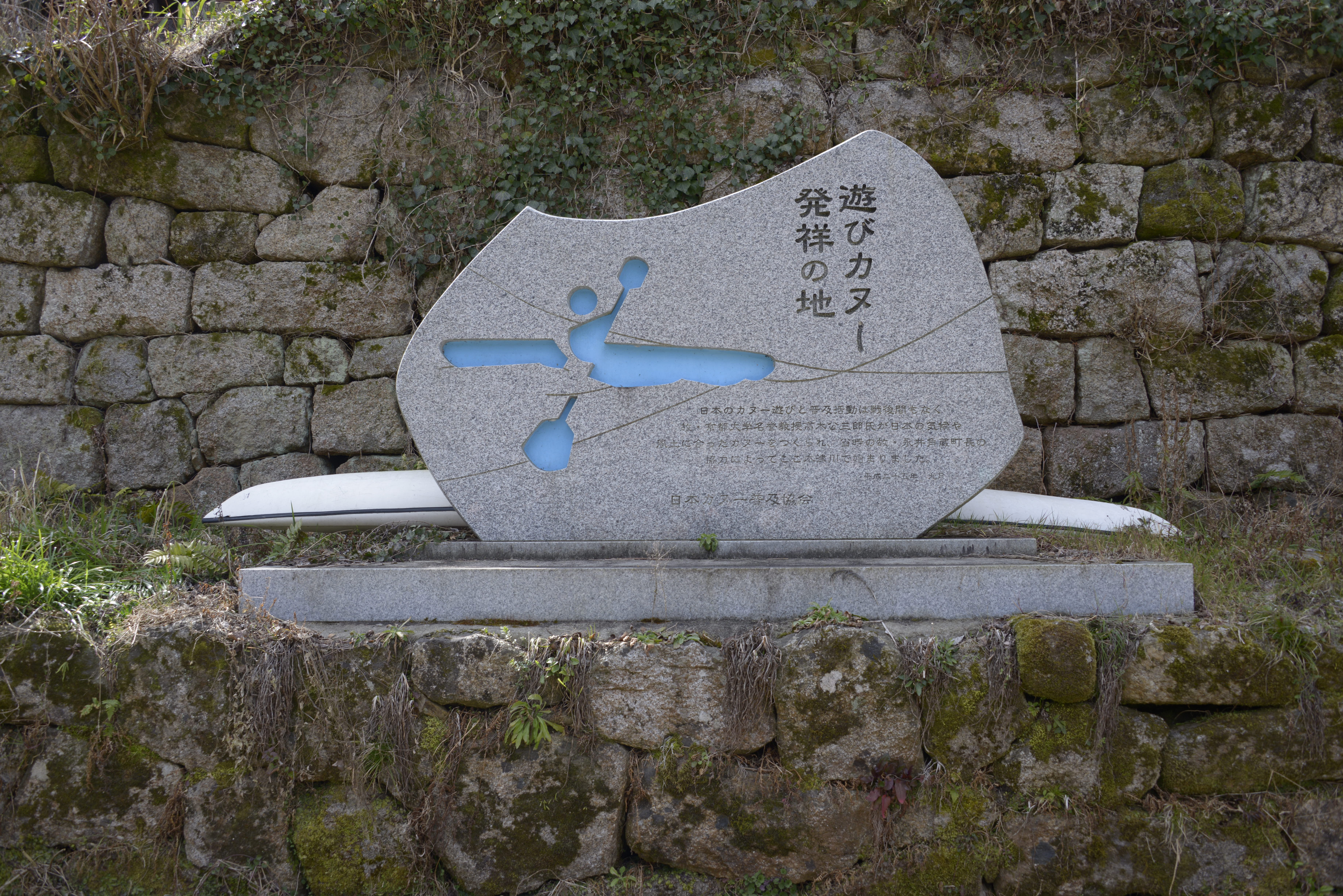
笠置町遊びカヌー発祥の地

### 祭事・催事
- 桜まつり（4月）- 木津川河川敷の夜桜のライト・アップ
- 夏まつり（花火大会）-（8月第1土曜日）
- 木津川灯籠流し（8月16日）
- 秋まつり御神輿巡行（10月）- 笠置町南部青年団が中心となって巡行を行っている。町外からも応援に駆け付ける。[15]。
- 笠置もみじまつり（11月）- 笠置寺敷地内のもみじ公園のライト・アップ
- 全国ご当地鍋フェスタ (12月)

### 名産・特産
- キジ肉
- シイタケ

### 習慣
- 勧請縄

### 発祥
- 遊びカヌー - 笠置町は遊びカヌーの発祥の地である。

## 笠置町を舞台とした作品
- ココロオークション - 蝉時雨などのミュージックビデオが笠置町で撮影された。